# Euseius odoratus
Euseius odoratus är en spindeldjursart som beskrevs av Muhammad Sharif Khan och Mohammad Nazeer Chaudhri 1991. Euseius odoratus ingår i släktet Euseius och familjen Phytoseiidae. Inga underarter finns listade i Catalogue of Life.